# Marie-France (actrice)
Pour les articles homonymes, voir Marie-France et Plumer.
Marie-France (Marie-France Plumer) est une actrice française, née le 7 février 1943 à Casablanca (Maroc), qui tourna principalement dans des rôles d'enfants.

## Biographie
Marie-France gagne un concours de chant de Radio Luxembourg à quatre ans. Elle fait alors la couverture du magazine Radio. Elle participe à une série d'émissions (Les beaux jeudis, de Jacques Pauliac).
Elle enregistrera plusieurs chansons, comme Quand allons nous nous marier de Georges Ulmer ou L'enfant de la balle, d'Eddie Constantine.
Marie-France va également tourner plusieurs films. Si elle ne peut sauver la plupart d'entre eux, elle contribue au succès populaire de certains. Sa présence la fait baptiser « la petite Shirley française », et apparaît ainsi sur des affiches.
Son rôle le plus notoire est celui de Sous le ciel de Paris (1951). Dans Les Deux Gamines (1951), dont elle est la vedette, Marie-France chante la comptine Le Capitaine et la Bergère.
Après ces rôles d'enfant, elle revient à l'écran à 20 ans pour deux films. Elle participe en 1959 au disque  Gigi  avec Maurice Chevalier, Sacha Distel et Jane Marken . Elle abandonne ensuite sa carrière.

### Vie privée
Marie-France a été en couple avec Dany Logan, des Pirates, puis avec Dick Rivers des Chats sauvages — elle enregistrera un duo avec lui : Je suis bien —, puis avec le guitariste Mick Jones.

## Filmographie

### Cinéma
- 1948 : Les enfants dorment la nuit de Pierre Maudru - court métrage - Une enfant
- 1948 : Les derniers jours de Pompéi - "Gli ultimi giorni di Pompéi" de Marcel L'Herbier et Paolo Moffa
- 1948 : Retour à la vie de Jean Dréville - dans le sketch : Le retour de René
- 1948 : La maternelle de Henri Diamant-Berger : Marie-France
- 1949 : La Ronde des heures de Alexandre Ryder : La petite Gilberte
- 1949 : On ne triche pas avec la vie de René Delacroix
- 1950 : Tire au flanc de Fernand Rivers : La petite fille qui connait l'histoire de la ferme
- 1950 : Bel amour de François Campaux : "Petit-Pierre"
- 1950 : Au fil des ondes de Pierre Gautherin
- 1950 : Sous le ciel de Paris de Julien Duvivier : La petite Colette Malingret
- 1950 : Les Deux Gamines de Maurice de Canonge : La petite Gaby
- 1950 : Procès au Vatican / La vie de sainte Thérèse de Lisieux de André Haguet : Thérèse Martin, enfant
- 1951 : Musique en tête de Georges Combret et Claude Orval : La petite fille
- 1952 : Au sud d'Alger  - "South of Algiers" de Jack Lee
- 1952 : Son dernier Noël de Jacques Daniel-Norman : La petite Zita
- 1952 : La pocharde de Georges Combret : La petite Nicole
- 1952 : Nous sommes tous des assassins de André Cayatte : La petite fille
- 1952 : La Minute de vérité de Jean Delannoy : Simone Richard, la petite fille du couple
- 1953 : Gamin de Paris de Georges Jaffé
- 1953 : Dortoir des grandes de Henri Decoin : Une petite élève
- 1963 : Trafics dans l'ombre de Antoine d'Ormesson
- 1964 : L'Amour à la chaîne de Claude de Givray

## Discographie
- Le Capitaine et la Bergère, 78 tours Odéon 282.420
- Berceuse de Noël / Les Bonheurs de Sophie, 78 tours Odéon 282.601
- Je voudrais un mari / Ils étaient quatre petits rats, de Charlie Humel et Paul Dave, 78 tours Odéon 281.959
- Je suis bien, duo avec Dick Rivers[5]
- Gigi (avec Maurice Chevalier, Sacha Distel,Jane Marken  (1959)[6]